# FV101 Scorpion
Lo Scorpion è un carro armato leggero progettato nel Regno Unito negli anni sessanta.

## Descrizione
Lo Scorpion è un piccolo carro anfibio, adatto all'esplorazione e al supporto di fuoco, con propulsore anteriore, pesante poco più di 8 t, quindi aviotrasportabile anche da velivoli della classe del C-130. Lo scafo in lega d'alluminio resiste ai colpi da 7,62x51mm mentre nell'arco frontale la protezione è accresciuta e, grazie anche alla presenza del propulsore, i proiettili da 14,5mm non sono in grado di raggiungere la camera di combattimento. In compenso, grazie a un rapporto peso/potenza intorno ai 23HP/t, il mezzo è molto veloce e agile e, con le sue piccole dimensioni, può manovrare in spazi veramente angusti. L'equipaggio è di tre membri e l'armamento include un cannone da 76 mm, derivato da quello dell'autoblindo Alvis Saladin, quindi piuttosto corto, abbinato a una mitragliatrice coassiale.
Presto apparve chiaro che il pezzo da 76 mm aveva prestazioni balistiche troppo ridotte per certi utilizzi, in particolare quando si doveva ingaggiare mezzi corazzati avversari. Per questo fu messa a punto per il mercato delle esportazioni la versione Scorpion 90, in pratica il medesimo scafo con applicata una torretta fornita di un cannone Cockerill Mk. III da 90 mm, un'arma piuttosto diffusa, con 34 proiettili. Un'altra modifica riguardò la disponibilità di un propulsore diesel, indubbiamente più sicuro per un mezzo da combattimento, incrementando l'autonomia con una piccola perdita delle doti di ripresa.
Nel tempo si sono resi disponibili anche nuovi apparati per la visione e il tiro notturni e vari modelli di telemetri laser. Oltre che dal Royal Army e dalla RAF, dai quali sono stati ritirati, il mezzo venne scelto da diverse nazioni, anche in piccoli lotti. Gli inglesi ne hanno utilizzati alcuni durante la guerra delle Falklands e la prima guerra del Golfo, ma l'impiego più esteso lo hanno fatto gli iraniani contro gli iracheni.

## Varianti realizzate
Lo Scorpion è stato realizzato sullo scafo comune della famiglia CVR(T). Le altre versioni:
- FV102 Striker - cacciacarri missilistico.
- FV103 Spartan - veicolo trasporto truppe,anche in versione cacciacarri missilistico.
- FV104 Samaritan - veicolo ambulanza.
- FV105 Sultan - veicolo posto comando.
- FV106 Samson - ambulanza e mezzo per il recupero dei carri danneggiati.
- FV107 Scimitar - veicolo corazzato da ricognizione armato con cannone da 30mm.
- Sabre - veicolo analogo allo Scimitar costituito da scafo dello Scorpion e da torretta prelevata dal veicoli da ricognizione FV721 Fox (che a sua volta era una blindo leggera con due assi e con la stessa torretta dello Scimitar nata per sostituire la precedente Ferret).
- FV4333 Stormer - veicolo trasporto truppe.

## Scimitar
Praticamente si tratta dello scafo del carro leggero Scorpion con una torretta dotata di cannoncino a tiro rapido RARDEN da 30 mm, lo stesso che arma il mezzo corazzato per la fanteria Warrior, in grado di sparare proiettili con una velocità alla bocca di 1.175 m/s. In questo modo si è ottenuto un risparmio sul peso e si possono ingaggiare bersagli protetti a una distanza maggiore e in rapida successione, anche se il puntamento è manuale. Il primo prototipo risale al 1971 e le consegne ai reparti iniziarono nel 1974.L'esercito belga, oltre a quello inglese, è l'unico utilizzatore.

## Stormer
Si tratta della versione evoluta dell'APC Spartan derivata dallo Scorpion, ed è apparsa nei primi anni ottanta. Si tratta di un veicolo di concezione classica, con motore nella parte anteriore destra e vano trasporto posteriore, in grado di trasportare 3 uomini d'equipaggio e 8 soldati, alla considerevole velocità di 80 km/h. Sono disponibili vari tipi di armamenti in piccole cupole ma, in tempi recenti, lo scafo è stato utilizzato per il semovente antiaereo Starstreak mentre un piccolo numero è andato alla Malaysia.

## Paesi utilizzatori
- Regno Unito (sono in servizio solo i derivati)
- Iran
- Belgio
- Filippine
- Cile
- Iraq (catturati all'Iran)
- Brunei
- Honduras
- Irlanda
- Kuwait (non più in servizio)
- Malaysia (solo Scorpion 90)
- Nuova Zelanda
- Nigeria
- Oman
- Spagna (solo il Tercio de Armada)
- Tanzania
- Togo
- Emirati Arabi Uniti

 Venezuela
- Ejército Nacional de la República Bolivariana de Venezuela

84 esemplari consegnati nel 1988-1991 insieme a 11 veicoli posti comando Sultan e soccorso Samson. In servizio al settembre 2018.